# Geneviève Gallois
Geneviève Gallois, en religion Mère Geneviève O.S.B., née Victorine Marcelle Gallois à Montbéliard le 22 septembre 1888 et morte à Vauhallan le 19 octobre 1962, est une moniale et artiste peintre française.
Caricaturiste reconnue, elle renonce, à la suite d'une crise morale, à sa carrière à l'âge de vingt-neuf ans, durant la Grande guerre, en entrant au couvent de la rue Monsieur. C'est là qu'au début des années trente le collectionneur Paul Alexandre la découvre. Il l'entraîne alors à travers la gravure puis la conception de vitraux, qu'elle finira par réaliser elle-même, et à ouvrir, quitte à scandaliser, les églises à l'art moderne figuratif. Ses écrits posthumes témoignent avec causticité de la vie mystique au temps de la modernité.

## Biographie

### Entre père athée et mère pieuse (1888-1909)
Victorine Marcelle Gallois naît dans une famille de notables. Son père, Jean-Baptiste Raoul Edmond Gallois, franc maçon anticlérical et sous-préfet de Montbéliard, est un fils de notaire. Sa mère, Jeanne Delavelle, est la fille à la foi fervente du maire radical socialiste de Besançon Victor Delavelle, lui-même notaire, et la nièce du député républicain Jules Gros ainsi que du peintre lithographe Jean Gigoux. Leur mariage a été célébré à Besançon le 25 juillet 1886, Jean-Baptiste Gallois étant âgé de trente-trois ans. En 1890, naît leur second et dernier enfant, Georges, qui sera diplômé d'HEC, déposera plusieurs brevets mais mourra sans descendance. 
La petite Marcelle apprend à dessiner en croquant sa grand-mère, centre de son affection, et son petit frère. La famille déménage au gré des affectations du père, Briey, Nîmes en 1895, Orange en 1898. En Provence, à l'âge de onze ans, l'adolescente découvre une lumière nouvelle et commence à peindre les paysages. Elle s'inspire de Manet, Cézanne, Monet.
Douée, elle est inscrite en 1907 à l'école des beaux-arts de Montpellier, ville où son père, après un passage à Blanc sur Sanctus, est depuis 1905 receveur de plusieurs cantons autour de Castelnau-le-Lez. Elle se heurte à l'académisme qu'enseigne Alexandre Courtines, un élève de Cabanel. Ses talents supérieurs paraissent évidents à ses camarades mais elle use de techniques contraires aux règles, tel le dessin au lever. Traitée par le professeur de « charbonnière », parce qu'elle dessine en gommant sa feuille noircie au fusain, elle est chassée de l'atelier en cours d'année.
Son père, qu'elle adore et qui croit en son destin d'artiste et l'encourage, l’envoie alors, pour la rentrée 1909, aux Beaux Arts de Paris, où elle intègre l'atelier de Fernand Cormon, un autre élève de Cabanel. Il charge un vieil ami, le « maire » de la République de Montmartre Adolphe Léon Willette, de veiller sur la jeune femme, pourtant majeure. Le caricaturiste découvre avec admiration les « excellents et terribles dessins » de la quat'z'Arts et une « redoutable faculté de son  précurseur, Henri de Toulouse-Lautrec, de révéler combien le démon rend grotesques ceux qu’il tient en sa possession ».

### De la satire à la dévotion (1910-1914)
À la fin de l'année, des locataires de la pension de famille où elle loge emmènent Marcelle Gallois entendre la messe de Noël à la chapelle Saint Louis du Temple, 20 rue Monsieur. C'est un spectacle couru. Le lieu rassemble les artistes fin de siècle. Elle n'y retournera pas avant quatre ans et demi. Les séances à l'atelier de Fernand Cormon se passent mal. Elle ose répondre à son professeur. À la rentrée suivante, elle abandonne les Beaux Arts et s'inscrit à la section des sciences religieuses de l’École pratique des hautes études mais elle abandonne également ce cursus au bout d'un an.
Elle réalise à l'huile des paysages et des portraits où se sentent l'influence du pointillisme ou de l’expressionnisme. Ils sont présentés en galerie et ont parfois été rapprochés de ceux de Kokoschka.
Léon Willette l'incite à parcourir les rues de Paris pour croquer sur le vif des bamboches. Il lui fait publier dans Le Rire, Le Courrier Français... Grâce à l'influent polémiste antidreyfusard, elle fait sa première exposition hors école en 1911, au Salon des humoristes, et récidivera les quatre années suivantes. Elle caricature les corps de guingois mais cherche au-delà à dénoncer les situations qui écrasent les âmes. Comparés à ceux de Daumier, ses dessins satiriques jettent un regard noir de dégoût sur le monde mais connaissent pendant six années un succès certain. Elle expose en Suisse dès 1911, à Bruxelles en 1912.
Le Vendredi Saint 1914, elle est bouleversée par l'office des Ténèbres célébré en la même chapelle Saint Louis du Temple. Elle assiste au séminaire qu'en cette Pâques donne l'aumônier, dom Besse. Ce pédagogue engagé dans l'Action française la présente aux Bénédictines du couvent attenant, lesquelles vénèrent la mémoire de martyr du Temple dans une France encore déchirée par la loi de 1905 et l'encyclique Vehementer nos. En esthète, elle est sensible au dessin sculptural de l'habit sacerdotal et au dolorisme du chant grégorien, que la chapelle, guidée par le Liber gradualis, s'emploie à réhabiliter. Elle devient dévote. Un jour qu'elle s'est approchée de l'autel tout en s'interrogeant sur l'invraisemblable de la transsubstantiation, elle entend le tabernacle répondre « Je suis l’Unique Réalité. »

### Des tourments du monde à ceux du couvent (1915-1930)
Avec la guerre, ce qui était grotesque et dérisoire est devenu tragique. La jeune femme est consciente de l'indécence du dessin satirique au temps de l'héroïsme et que se moquer de la religion, c'est ne pas y être indifférente. D'ironique, son trait devient commisératif. Tout en conservant de la prévention contre les prêtres, elle aspire à un retour à la morale catholique et à l' « Ordre moral » que symbolise la basilique du Sacré-Cœur encore en construction.
C'est surtout, face à l'absurde, un moment d'effondrement personnel. Catherinette, elle n'est intime qu'avec une amie, Emma Vollant. Elle détruit sa peinture et envisage le suicide. Le 21 septembre 1917, elle entre au couvent des Bénédictines de la rue Monsieur. C'est pour elle un renoncement définitif au dessin, chose que son père ne lui pardonnera pas même au seuil de la mort. Il lui faut mettre « une pierre tombale sur la tête » pour tuer tout ce qui la déchire intérieurement.
L'année suivante, la désormais « Sœur Geneviève » commence son noviciat. Au terme de celui-ci, en 1921, elle n'est pas admise à prononcer ses vœux mais accepte à défaut, à contrecœur, l'oblature régulière. Elle est un des rares cas dont le couvent estimera devoir pendant deux décennies décourager la vocation ou du moins continuer d'éprouver l'orgueil et la soumission.
Sœur Geneviève travaille dans l'atelier de cette paramentique qui l'avait tant émue à Pâques 1914. Elle est chargée d'élaborer le dessin des broderies sous la supervision de Sœur Emmanuelle. Pas plus que les professeurs honnis des beaux-arts, celle-ci n'entend pas changer quoi que ce soit à la tradition. La mésentente est profonde. Toutefois, elle réalise pour elle-même quelques gouaches.

### Non rencontre avec Paul Alexandre (1931-1938)
Le 13 décembre 1931, le docteur Paul Alexandre, dermatologue qui s'est installé à Montmartre comme généraliste et est devenu en 1908 le premier collectionneur d'Amedeo Modigliani, découvre dans une vente de charité organisée par l'abbaye Saint Louis du Temple, rue Monsieur, un dessin préparatoire pour un ornement représentant Jeanne d'Arc. Sûr d’être en présence d’un talent exceptionnel, il entre en contact avec les sœurs du couvent. Commence alors une succession de commandes, deux illustrations pour Charles Péguy, six dessins qui forment l'ébauche d'une bande dessinée tirée du Mystère de la charité de Jeanne d'Arc et à partir de 1933 une série de gouaches sur la vie monastique et sur la messe, sans que jamais le collectionneur ne soit autorisé à rencontrer sa protégée. Quand il insiste, il lui est répondu que cette Sœur Geneviève est une personne sauvage si bien qu'en généraliste de son temps, il finit par imaginer une dégénérescence congénitale.
Les gouaches lui sont remises à travers la grille en échange de billets. Ils servent à payer le rempailleur et, indirectement, procurent à Sœur Geneviève une certaine reconnaissance au sein du monastère Ses consœurs jettent un autre regard sur elle. Elle reçoit la permission de consacrer du temps de son labeur en dehors de l’atelier d’ornement tout en continuant à travailler à certaines commandes. Elle est enfin autorisée à prononcer une profession, mais celle-ci n'est que temporaire, et pour la période minimale, trois années.
Dans la perspective d'employer ses talents à plus que la broderie, elle reçoit, en 1935, des conseils du vitrailliste Henri Charlier, le « Maître du Mesnil-Saint-Loup ». Quant à Paul Alexandre, il est sensible au non conformisme de son style. Sœur Geneviève pourrait jouer un rôle dans le renouveau de l’art religieux. « Par votre foi, vous êtes en mesure de rendre à cet art sa valeur profonde ». Encouragée, elle produit quantité de dessins et devient pour le monastère une source de revenu, modeste mais d'autant plus grande.
En 1938, après plusieurs années de combats juridiques, les religieuses sont expulsées de la rue Monsieur et s’installent provisoirement à Meudon. Elles ont acheté un domaine à Limon sur la commune de Vauhallan  dans l'intention d'y construire une abbaye. Ce n'est qu'alors, à l'âge cinquante et un ans, que le 14 mai 1939, après vingt deux ans de clôture, Sœur Geneviève est admise à faire sa profession solennelle. Ni sa mère, malade, ni son père, irrémédiable anticalotin, ne sont présents. Ce sont Emma Vollant et Paul Alexandre qui, sans rompre la clôture, prennent leurs places. Celui-ci, averti de l'impossibilité pour la bénédictine d’œuvrer à son art sans enfreindre la règle de son ordre, trouve l'astuce de lui offrir en cette occasion une presse à taille-douce, machine pour ouvrier typographe susceptible de donner à ses dessins une allure de travail manuel .

### De la gravure à la révélation (1939-1949)
La Seconde Guerre mondiale met en suspens le projet d'installation à Vauhallan. Les moniales se réfugient en Zone sud à Monclar de Quercy, dans le couvent dont les Sœurs de Saint Joseph d'Oulias ont été chassées en 1905 et que les Sœurs de l'Ange Gardien ont depuis récupéré. Le papier est rationné. Pour dessiner, Mère Geneviève sacrifie à son crayon les pages des livres. Elle enduit des bordereaux de comptabilité de craie broyée et mêlée à de la colle. Avec ce peu de moyens et beaucoup d'eau, elle réalise de magnifiques aquarelles d‘une vie sobre, hors clôture, qu'elle appelle son « Exode ».
Sa mère mourante, elle est exceptionnellement autorisée à lui rendre visite à Montpellier. Son père refuse de lui parler. Dans l'hospice où, veuf, il se réfugie et où il mourra en 1944, il relit la correspondance échangée entre sa femme et sa fille, s'interroge, ouvre la Bible et se passionne pour la liturgie.

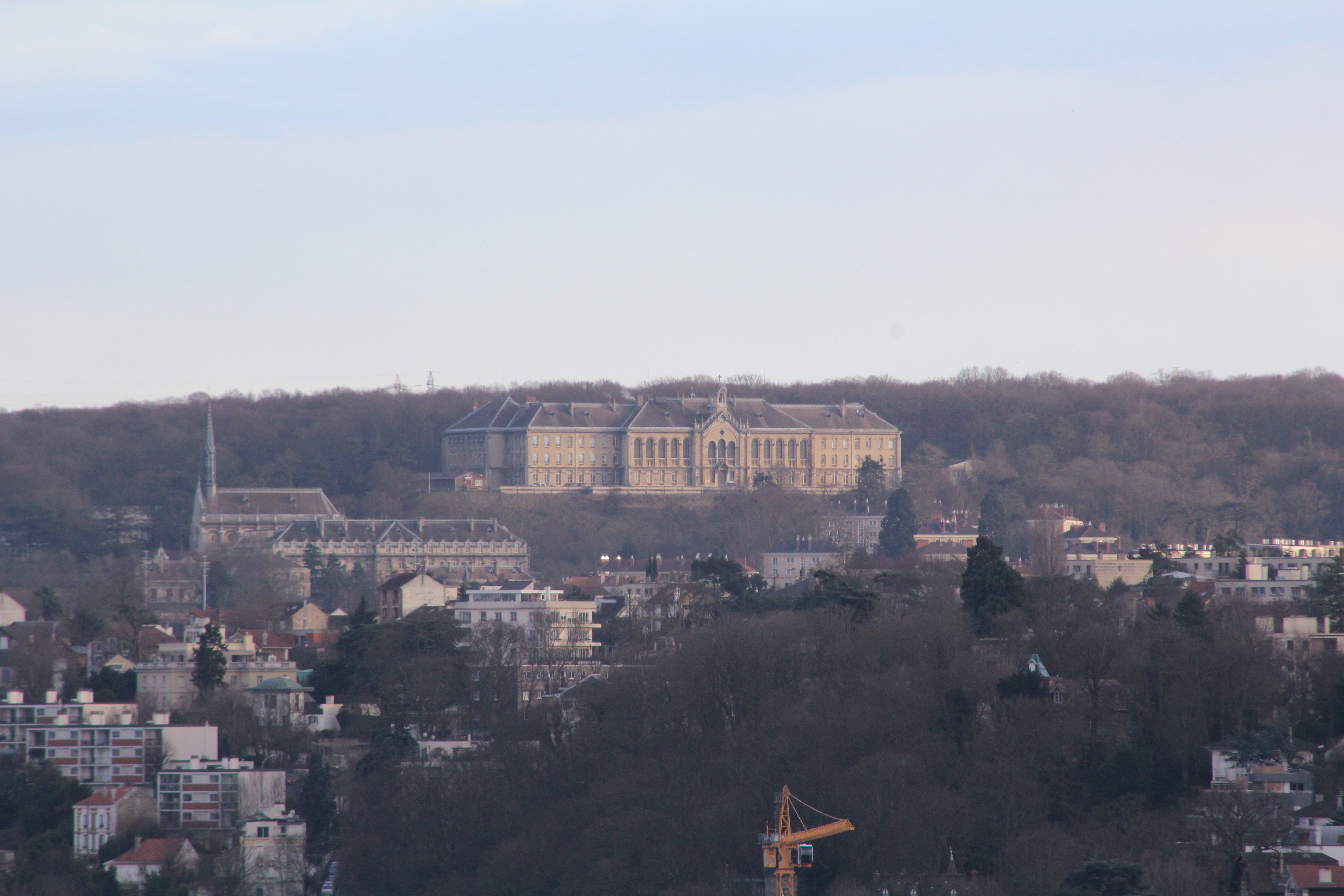
L'Orphelinat Saint-Philippe, sur les hauteurs de Meudon, louée par la fondation de la Duchesse de Galliera aux Bénédictines de la rue Monsieur de 1938 à 1945 et aujourd'hui occupé par les O.A.A..

En 1941, les sœurs rentrent à Meudon. L'année suivante, Mère Geneviève est autorisée à déroger à la règle bénédictine en se consacrant à la création artistique plutôt qu'à un travail manuel. Elle apprend à se servir de l'imposante presse à bras que lui avait offerte Paul Alexandre le 14 mai 1939 pour sa profession perpétuelle et qu'elle appelle Sandra. Elle commence son œuvre gravé. Ce sont d'abord des ex-libris puis les eaux fortes d‘un Via Crucis et le début de l'Évangile selon Luc. Suivront des illustrations pour quelques livres, pour des reliures que produit un atelier du monastère. C'est aussi en cette année 1942 qu'elle est enfin autorisée, pour la première fois, à rencontrer au parloir son correspondant, Paul Alexandre venu de l'Indre où il dirige un hôpital militaire.
Au cours d'une retraite, en 1943, elle participe à un séminaire tiré, sans qu'on le lui précise, de la théologie de Thérèse de Lisieux. La sainteté peut être trouvée et doit être cherchée ici et maintenant. Elle est accessible à l'âme la plus humble. C'est pour elle plus qu'une révélation, une délivrance qui illuminera le restant de sa vie.

### Testament mystique (1950-1951)
En 1950, le nonce Angelo Roncalli, futur pape, pose la première pierre de la nouvelle Abbaye Saint Louis du Temple à Limon. L'inauguration n'aura lieu que l'année suivante sans que les travaux ne soient achevés. De Meudon, Mère Geneviève écrit le 27 novembre 1950 de toute urgence au docteur Alexandre que l’abbesse, Mère Mechtilde, a décidé de faire une exposition de ses œuvres, dans les jours suivants. Elle lui demande de bien vouloir prêter des œuvres en sa possession. Elle réalise l'affiche de cette première exposition. Une autre suivra immédiatement, aux États Unis. Elle sort de l'anonymat.
Sa Via Crucis, dix-huit eaux fortes illustrant le chemin de croix jusqu'au Golgotha et réalisées dix ans plus tôt, durant la guerre, est éditée sous sa signature. La femme d'un ami commun à Paul Alexandre et Marie Laurencin, le docteur Pierre Lesieur, montre à celle-ci ce singulier album de gravures que celui-ci à trouver chez celui là. Marie Laurencin, elle-même experte en l'art de graver, est très versée en mysticisme et défend l'art figuratif. Elle est frappée par l'occultation des yeux des personnages et le ploiement des corps. Elle reconnaît dans le renversement brutal voire dérangeant des perspectives qu'induit le tracé fluide de la ligne japonisante entre les aplats monochromes et délavés son propre travail imité de Goya d'invention d'un autre regard et d'interrogation adressée au spectateur. Elle mobilise tout ce que le Paris des arts compte dans la droite catholique pour faire connaître Mère Geneviève Gallois.
C'est aussi en 1951 que Mère Geneviève commence à rédiger pour une nonne plus jeune, Mère Placida, un exposé de son expérience monacale, à travers ce qu'elle a de plus trivial, concret, et sa sublimation, qui est le lieu même de la rencontre avec le Christ. Les cent quatre dessins légendés de La vie du Petit Saint Placide, qui sera publiée en 1954 avec une préface de Marcelle Auclair, forment la première bande dessinée théologique. Le texte est un résumé de sa démarche artistique, un manifeste de la vie religieuse et un plaidoyer pour l'art figuratif, contre l'art abstrait.

### Célébrité laurencine (1951-1954)
Marie Laurencin et ses amies Marcelle Auclair et Rose Adler viennent régulièrement rendre visite à Mère Geneviève à Meudon. Elles obtiennent l'autorisation de l'emmener sur le chantier de l'abbaye de Vauhallan en compagnie d'Elisabeth Costa de Beauregard. La moniale se souvient de la leçon donnée en 1935 par le maître verrier Henri Charlier. C'est ainsi que naît l'idée de composer des vitraux. Mère Geneviève commence, cette même année 1951, ce qui sera sa dernière grande œuvre, les verrières de l'église abbatiale de Limon. Elle déménage vers la nouvelle abbaye le mardi 20 septembre 1951.
Par son mari, qui est le fondateur de la Société normande d'études préhistoriques et est membre de l'association Les Amys du vieux Dieppe, Elisabeth Costa de Beauregard apprend que la nef de Saint Rémi du Petit-Appeville, église située au sud-ouest de Dieppe qui a été endommagée par les bombardements américains, doit être reconstruite. Paul Alexandre trouve un vitrailliste, Bernard Gilbert. Les ébauches de Mère Geneviève serviront aux deux chantiers.
La moniale échange une correspondance fervente avec Paul Alexandre, qui, après le déménagement de l'abbaye, ne peut plus faire son pèlerinage dominical. Une intimité se crée entre eux. Rose Adler l'oriente dans ses lectures. Marie Laurencin accomplit en 1952 une retraite à l'abbaye de Vauhallan. Elle organise avec Colette Allendy, galeriste du XVIe, une exposition qui se tient en mars 1953 et présente l'ensemble de l'activité artistique de Mère Geneviève. Albert Gleizes, désormais tourné vers un projet d'art qui éveille à la spiritualité, témoigne à la moniale une reconnaissance chaleureuse. Toutefois, cette notoriété reste limitée à un milieu bien particulier et le restera plus d'un demi siècle.

### Fenêtres sur l'au-delà (1955-1962)

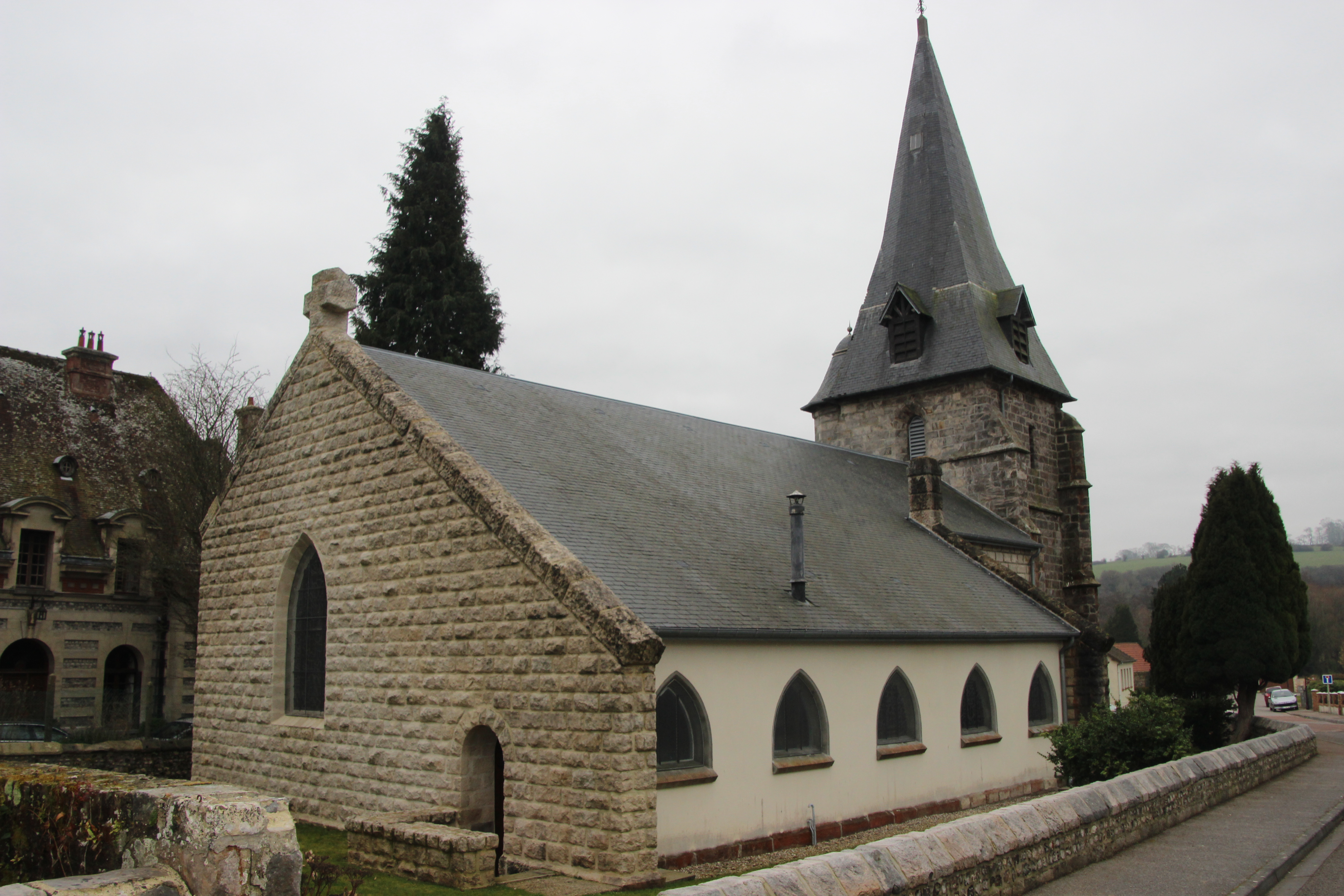
L'église Saint Rémi du Petit-Appeville dans le Petit Caux.

Le projet du Petit-Appeville est longtemps retardé par l'opposition qu'il suscite au sein de la Commission de la reconstruction et des dommages de guerre. Faut-il reconstruire à l'identique ? Il est finalement défendu au sein de la commission des Antiquités par une conservatrice du musée de Rouen, Élisabeth Chirol, la fille de l'architecte et ex-président de la même commission Pierre Chirol, et l'inauguration a lieu le 14 novembre 1955, mais sans Mère Geneviève, qui n'a été autorisée, par rupture très exceptionnelle de la règle monastique, à se rendre sur le chantier qu'une semaine du mercredi 15 au mardi 21 précédents. Elle ne verra jamais son œuvre achevée ni, comme elle le redoutait, que le rictus dérangeant de ses anges a été adouci.
Dès 1955 sa santé se dégrade. Les migraines héritées de sa mère dégénèrent en névralgies faciales. Elle se vousse. Elle dispose d'un atelier de verrerie, où, aidée par deux sœurs, elle découpe, compose, peint, cuit les vitraux, seule la pose étant confiée à des ouvriers. Elle achève la grande verrière de l'abbatiale l'année suivante. Son anémie est traitée par transfusion mais elle souffre d'hypertension artérielle. En octobre 1958, elle achève de dessiner comme pour elle-même le vitrail In paradisum dont elle présentait le schéma en mars 1953 et qui chante la joie prochaine d'être parmi les anges. Ce n'est pas sans éprouver un plaisir malicieux à scandaliser tant le dessin se veut enfantin. Il faut encore une année pour terminer les six vitraux du chœur.
Le dernier vitrail de Saint Louis du Temple, la Sonnerie des cloches, est posé le 9 octobre 1962, deux jours avant l'ouverture du concile Vatican II. Mère Geneviève meurt à Limon dix jours plus tard. Son cercueil est porté en terre par les deux fils de Paul Alexandre, Jérôme et Noël.

## Œuvre

### Peinture
La plus grande partie de l'œuvre peinte de Marcelle Gallois a été détruite par elle-même au début de la Grande guerre dans un moment de détresse existentielle. Il reste quelques tableaux qui avaient été conservés par sa famille ou acquis par des particuliers.

### Croquis satiriques
- Caricatures de l'adolescence.
- Série parisienne, 1910-1917.
- Série monastique, 1931-1952, deux cents dessins à la gouache puis au crayon parfois aquarélés.
  - « Exode », 1940.
  - Cellules, une centaine de dessins.

### Dessins mystiques
- Messes grises, 1933-1939 et 1941-1949, une dizaine de dessins.
- Messes brunes, idem.
- Messes en couleurs, idem.
- Les Moniales, trente dessins sélectionnés pour un hommage posthume[41].

### Gravures
- Via Crucis, Presses de l'abbaye des Bénédictines de Saint Louis du Temple, Vauhallan, 1950, 200 ex., dix huit eaux fortes.
- L’Évangile selon Saint Luc. Enfance., Presses de l'Abbaye des Bénédictines de Saint Louis du Temple, Vauhallan, 1952, 200 ex., onze gravures, texte calligraphié.

### Vitraux
- Église Saint Rémi du Petit Appeville, 1951–1957, six grandes verrières et trois petites.
- Abbaye Saint Louis du Temple, Vauhallan, 1956-1962, ensemble de vingt trois vitraux.

### Écrits illustrés
- Au peintre qui n’a jamais peint son premier tableau, inédit, 1908[6].
- Correspondance avec sa mère, inédit, 1917-1940[12].
- Journal de noviciat, inédit, 1918-1921;
- Préf. M. Auclair, La vie du petit saint Placide, coll. Carnets DDB., Desclée de Brouwer, Paris, 1953, 228 p.

Rééd. Paris, 1954, 226 p., réed. Bruges, 1963, 227 p.
Rééd. coll. Méditations  (ISSN 0336-8068), Paris, 1975, 1983, 226 p.  (ISBN 2-220-02447-4).
Rééd. Éditions du Cloître, Jouques, 1991, 226 p.  (ISBN 2-907165-22-4), 2004  (ISBN 2-907165-44-5), 2019  (ISBN 978-2-9564739-1-6).
- « Exposition du vitrail In paradisum », galerie Colette Allendy, Paris, mars 1953, rééd. in Midi, no 10,  Association Trésors Retrouvés, Paris, octobre 2000.
- Vitraux de l'église abbatiale de Limon composés, peints et commentés par mère Geneviève Gallois., coll. Delta 2000  (ISSN 0763-7411), SAEP, Ingersheim, 1976, 21 p.
- Réalité unique et éternelle, Éditions du Cloître, Jouques, février 1980, 242 p., 58 pl.[42], rééd. 1986, 237 p., rééd. préf. L. Bouyer, 2018, 32 pl.  (ISBN 978-2-9564739-0-9) (autobiographie illustrée).
- Voilà notre abbaye : Notre-Dame-de-Fidélité à Jouques., Éditions du Cloître, Jouques, 1987, 55 p., 38 photo.  (ISBN 2-907165-00-3).
- Dir. N. Alexandre, préf. J. Alexandre, Mère Geneviève Gallois. Mystique et artiste. Écrits spirituels., coll. Cahiers de l'École cathédrale  (ISSN 1160-0489), Parole et Silence, Sion, 2015, 154 p., 24 pl.  (ISBN 978-2-88918-498-9).

### Illustrations
- Ch. Péguy, Le Porche du Mystère de la deuxième vertu[13], inédit, 1931, une planche[14].
- Ch. Péguy, Le Mystère des Saints Innocents[43], inédit, 1931, un dessin[14].
- Ch. Péguy, Mystère de la charité de Jeanne d'Arc, inédit, 1931, six dessins[15].
- P. A. Benoit & J. Lebrau, Roses de juin fleuries à En-Calcat, PAB, Alès, 1953, 10 p.
- Th. Merton, , trad. C. Bernos de Gasztold, Prions les Psaumes, Éditions du Cloître, Paris, ca. 1959, 42 p.
- Carmen Bernos de Gasztold & R. Rancœur, préf. J. Guitton, intro. L. Chaigne, avant propos M. Auclair, Les Moniales : L'Album de Mère Geneviève Gallois, chronique de Saint-Louis-du-Temple., Desclée de Brouwer, Paris, janvier 1966, 124 p. & 46 planches.
- Ch. Journet, prés. C. Mayran, Le Sacrifice de la messe, Éditions du Cloître, Jouques, 1976, 61 p., 30 dessins (recueil de conférences).
- C. Bernos de Gasztold, Prières dans l'arche, Éditions du Cloître, Jouques, 1985, rééd. 2003, 116 p.  (ISBN 978-2-907165-40-2). Quarante quatre des poèmes de Carmen Bernos de Gasztold ont été enregistrés par Jean Piat[44].
- Sanctoral de l'Église d'Aix-en-Provence et Arles : liturgie des heures, Éditions du Cloître, Jouques, 1995, 131 p.  (ISBN 2-907165-25-9).
- B. Panafieu, Écoute, mon fils, incline l'oreille de ton cœur., Traditions monastiques, Flavigny-sur-Ozerain, 2009, 156 p.  (ISBN 978-2-87810-081-5), rééd. Éditions du Cloître, Jouques, 2009  (ISBN 978-2-907165-55-6) (sermons).

## Expositions
De son vivant
- Décembre 1950, rue François Ier, Paris.
- 1951, in Sacred Art exhibition[24], New York ?
- Mars 1953, dessins, gravures, aquarelles, schémas préparatoires des verrières[3], Galerie Allendy, 67 rue de l’Assomption, Paris.
- Janvier - mars 1958, un vitrail et des gravures dans une exposition d'art sacré, Delft[3], Bruxelles.

Posthumes
- Palais des papes, Avignon, octobre - novembre 1980.
- Cave aux huiles, Aix en Provence, août - septembre 1988.
- Centre culturel de l'ouest, Fontevraud, septembre à décembre 1991.
- Exposition itinérante à travers l'Allemagne, 1994.
- Musée des Beaux Arts, Rouen, 2004.
- Exposition Mère Geneviève Gallois, musée national de Port-Royal des Champs, 10 avril - 7 juillet 2008[45].
- Souvenez-vous de Mère Geneviève Gallois (1888–1962), Tour 46, Belfort, 18 avril - 6 septembre 2015[46].
- J. Alexandre, « L’épouse et le livre, la vocation de mère Geneviève Gallois. », in  Festival biblique, Église Saint-Séverin, Paris,  5 - 7 juin 2018.
- Geneviève Gallois, peintre et moniale., Musée du Hiéron, Paray-le-Monial, 8 juillet 2018 - 6 janvier 2019[47].
- Château du Val Fleury, Gif-sur-Yvette, 10 - 29 septembre 2019.
- Un talent spirituel. Mère Geneviève Gallois 1888-1962., Notre Dame du cap Lihou, 20 juillet - 15 août 2020.
- Château du Val Fleury, Gif-sur-Yvette, 10 mai - 3 juillet 2022[48].

## Collections publiques
- Musée Mère Geneviève Gallois[49], abbaye Notre Dame de Fidélité, Jouques.
- Abbaye Saint Louis du Temple, Vauhallan.

## Réception critique
« Un dessin sûr, ardent, où les yeux ne sont pas visibles, mais où, dans le regard, le ploiement des mains et des pieds s’exprime le comble de la douleur [...] une telle tristesse qu’il est impossible de ne pas croire à la résurrection. »

— Marie Laurencin découvrant en 1951 un génie méconnu.

« [...] technique à la fois rigoureuse et d’une étonnante liberté [...] le coup de la grâce. [...] les effets toujours renouvelés et comme enlevés à force de souffrance et de larmes – de noirs et de blancs, de rythmes, de valeurs, de mystérieuses clartés dont Rembrandt semblait, seul, avoir connu le secret. »

— Renée Moutard-Uldry dans Arts pour l'exposition de 1953.

« [...] une pionnière. »

— Le défenseur de la bande dessinée Yves Frémion en 2019.

### Documentaire
- Aubin Hellot & Lizette Lemoine, Le Génie et le Voile, Les Films Du Large / La Huit Production, 2012, 54 min. (documentaire).